# Мейплтон (Пенсільванія)
Мейплтон (англ. Mapleton) — місто (англ. borough) в США, в окрузі Гантінгдон штату Пенсільванія. Населення — 418 осіб (2020).

## Географія
Мейплтон розташований за координатами 40°23′31″ пн. ш. 77°56′30″ зх. д. / 40.39194° пн. ш. 77.94167° зх. д. (40.391904, -77.941664).  За даними Бюро перепису населення США в 2010 році місто мало площу 0,50 км², з яких 0,47 км² — суходіл та 0,02 км² — водойми.

## Демографія
Згідно з переписом 2010 року, у селищі мешкала 441 особа в 175 домогосподарствах у складі 123 родин. Густота населення становила 889 осіб/км².  Було 195 помешкань (393/км²).
Расовий склад населення:
| - 97,5 % — білих - 0,5 % — чорних або афроамериканців - 0,2 % — корінних американців |

До двох чи більше рас належало 1,8 %. Частка іспаномовних становила 1,4 % від усіх жителів.
За віковим діапазоном населення розподілялося таким чином: 26,8 % — особи молодші 18 років, 60,0 % — особи у віці 18—64 років, 13,2 % — особи у віці 65 років та старші. Медіана віку мешканця становила 36,8 року. На 100 осіб жіночої статі у селищі припадало 87,7 чоловіків;  на 100 жінок у віці від 18 років та старших — 83,5 чоловіків також старших 18 років.
Середній дохід на одне домашнє господарство  становив 42 005 доларів США (медіана — 34 444), а середній дохід на одну сім'ю — 48 342 долари (медіана — 45 893). За межею бідності перебувало 16,3 % осіб, у тому числі 28,0 % дітей у віці до 18 років та 11,5 % осіб у віці 65 років та старших.
Цивільне працевлаштоване населення становило 154 особи. Основні галузі зайнятості: освіта, охорона здоров'я та соціальна допомога — 34,4 %, публічна адміністрація — 11,7 %, роздрібна торгівля — 9,1 %, виробництво — 8,4 %.